# John A. North
John A. North (* 5. Mai 1938) ist ein englischer Althistoriker.

## Leben
John North studierte am Queen’s College, Oxford, und wurde dort auch mit einer Dissertation zur Beziehung von Politik und Religion im republikanischen Rom promoviert. Danach lehrte North 40 Jahre lang am University College London. Dort war er von 1992 bis 1997 und von 2000 bis 2002 Head des Department of History. 2003 wurde er zum Honorary Fellow des University College und zum Emeritus Professor of History ernannt. Von 2012 bis 2014 leitete er das Institute of Classical Studies.
Sein Forschungsschwerpunkt ist die Religionsgeschichte Roms und der römischen Kaiserzeit. Nach seiner Emeritierung engagiert sich North im Festus Lexicon Project, das sich zum Ziel setzt, die Informationen des Lexikons De verborum significatu des Sextus Pompeius Festus für die Erforschung der Geschichte der römischen Republik aufzuarbeiten. Außerdem ist North zusammen mit Negley Harte Verfasser einer Geschichte des University College London unter dem Titel The World of UCL.

## Schriften (Auswahl)
- mit Tim Cornell, Michael H. Crawford: Art and production in the world of the Caesars. Olivetti, Mailand 1988.
  - deutsch: Kunst und Gewerbe in der römischen Welt, bearbeitet und übersetzt von Hartmut Galsterer, unter Mitwirkung von Brigitte Galsterer-Kröll (anlässlich der Ausstellung Glas der Caesaren im Römisch-Germanischen Museum Köln; 16. April – 28. August 1988). Olivetti, Mailand 1988, DNB 943444438.
- mit Mary Beard, Simon R. F. Price: Religions of Rome. 15. Auflage,  Cambridge University Press, Cambridge / New York, NY 2013, ©1998,(englisch)
  - Band 1: History. Early Rome, ISBN 978-0-521-30401-6.
  - Band 2: A Sourcebook, ISBN 978-0-521-45015-7.
- mit Mary Beard (Hrsg.): Pagan Priests: Religion and Power in the Ancient World. Duckworth, London 1990, ISBN 0-7156-2206-4.
- mit Negle Harte: The World of UCL 1828–2004. Vorwort von Malcolm Grant. 3. Auflage. UCL Press, London 2004, ISBN 978-1-84472-068-2.